# Wiara i Światło

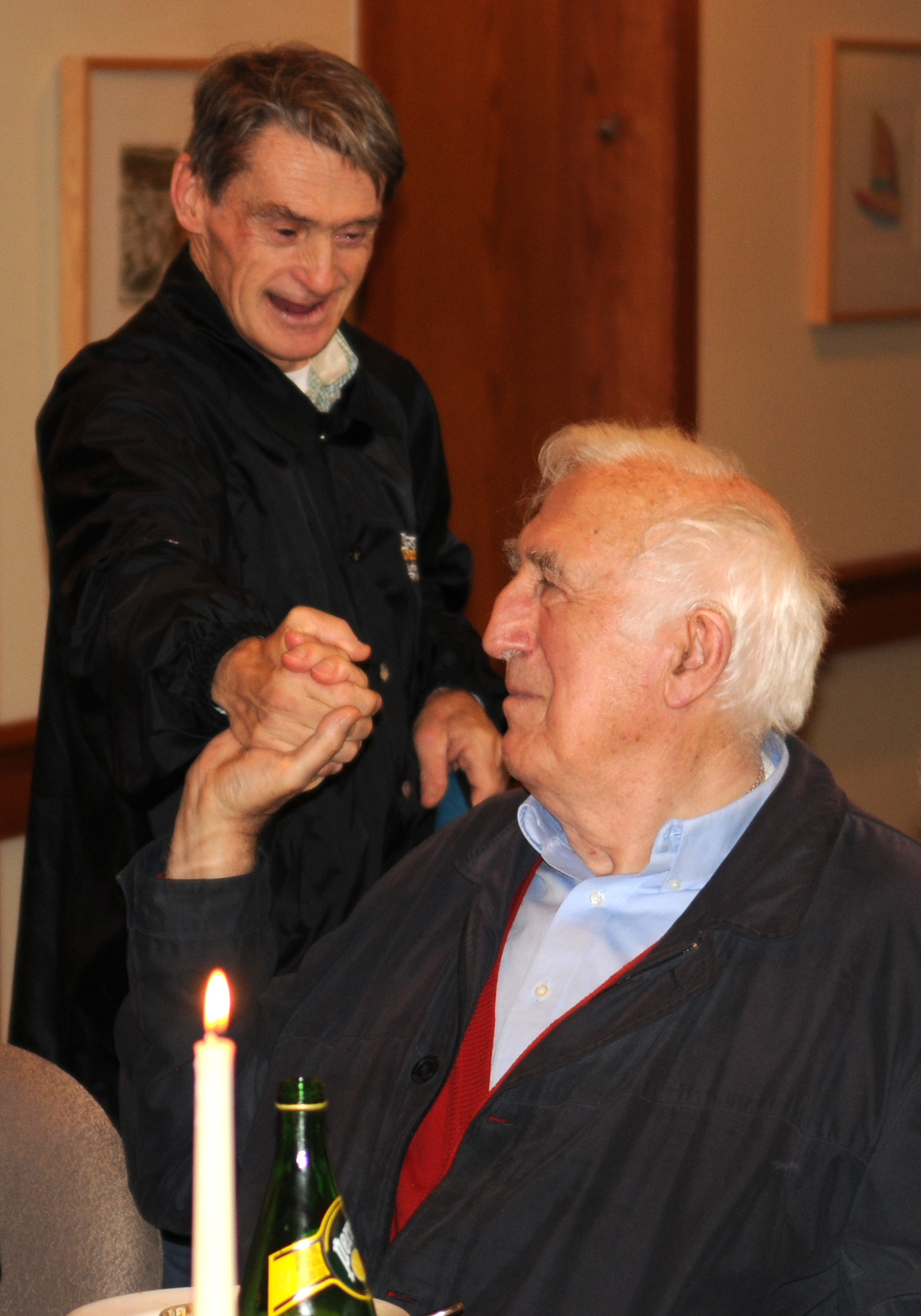
Jean Vanier wraz z jednym z członków L’Arche, 2009

Ruch Wiara i Światło (Association internationale Foi et Lumière; International Association Faith and Light; znany też w Polsce jako Wspólnoty muminkowe) – międzynarodowy ruch świecki, związany z Kościołem katolickim, oparty na pracy z osobami niepełnosprawnymi intelektualnie, utworzony przez Marie-Hélène Mathieu i Jean Vaniera podczas pielgrzymki do Lourdes w 1971. Założone podówczas pierwsze wspólnoty ruchu otrzymały od papieża Pawła VI w 1973 formalne potwierdzenie swego powołania jako ruch "Wiara i Światło".
Pierwsza wspólnota ruchu  w Polsce powstała w 1978 r. we Wrocławiu z inicjatywy Teresy Brezy, matki Joasi z zespołem Downa. Po 1980 r. wspólnoty powstały w innych miastach. Założycielką wspólnoty w Lublinie była Joanna Puzyna-Krupska, w Poznaniu Wacław Baehr, w Krakowie Tadeusz Isakowicz-Zaleski. Pierwszymi kapelanami wspólnot warszawskich byli ks. Stanisław Małkowski i ks. Jerzy Popiełuszko. O strony władz kościelnych ruch wspierał ks. kard. Franciszek Macharski. Pierwszy odpowiedzialnym ogólnopolskim był Marcin Przeciszewski, który uczestniczył też zakładaniu wspólnot na Węgrzech i Słowacji oraz w Czechach i ówczesnym ZSRR. Dziś w Polsce jest 88 wspólnot, skupionych w czterech prowincjach. 

## Charakterystyka ruchu
Wspólnota Wiara i Światło to grupa 10-40 osób (niepełnosprawne umysłowo dzieci, młodzież i dorośli, ich rodzice i przyjaciele) spotykających się przynajmniej raz w miesiącu na przyjacielskich spotkaniach i modlitwach. Zwykle wspólnoty zakorzenione są w lokalnych parafiach.
Poza regularnymi zebraniami, wspólnoty podejmują szereg rozmaitych działań, m.in. organizują wakacyjne obozowiska, formację i pielgrzymki.